# Grimari
Grimari – miasto w południowej Republice Środkowoafrykańskiej (Prefektura Ouaka). Według danych szacunkowych na rok 2003 liczy 10 822 mieszkańców.